# Салфетников, Василий Николаевич
Василий Николаевич Салфетников (1924 — 2 октября 1964) — наводчик 76-мм орудия 178-го артиллерийско-минометного полка 5-й гвардейской кавалерийской дивизии 3-го гвардейского кавалерийского корпуса 2-го Белорусского фронта, гвардии сержант.

## Биография
Родился в 1924 году на хуторе Родионовка (ныне — территория Новониколаевского района Волгоградской области).
В сентябре 1942 года был призван в Красную Армию. В январе 1944 года воевал на витебском направлении.
5 января 1944 года участвовал в отражении контратак противника. 15 января 1944 года за мужество и самоотверженность проявленные в бою гвардии сержант Салфетников Василий Николаевич награждён орденом Славы 3-й степени.
30 января в районе населенного пункта Гиллегенен Польша в составе расчета точным огнём он поразил свыше отделения противника и подавил 1 пулеметную точку, чем способствовал срыву контратак противника. 6 марта 1945 года за мужество и самоотверженность проявленные в бою гвардии сержант Салфетников Василий Николаевич награждён орденом Славы 2-й степени.
1 мая, отражая контратаки противника в районе города Россов (Германия), артиллеристы на виду у противника выдвинули пушку на прямую наводку и открыли огонь. Указом Президиума Верховного Совета СССР от 29 июня 1945 года за исключительное мужество, отвагу и бесстрашие, проявленные на заключительном этапе Великой Отечественной войны, гвардии сержант Салфетников Василий Николаевич награждён орденом Славы 1-й степени. Стал полным кавалером ордена Славы.
Жил в городе Дубовка Волгоградской области. 2 октября 1964 года погиб.